# Kloschwitz (Weischlitz)
Kloschwitz ist ein Ortsteil der Gemeinde Weischlitz im Vogtlandkreis in Sachsen. Er wurde am 1. Januar 1999 nach Weischlitz eingemeindet.

## Geographie

### Geographische Lage und Verkehr
Kloschwitz liegt nördlich des Kernortes Weischlitz an der Staatsstraße S 297 und an der Kreisstraße K 7864. Durch den Ort hindurch fließt der Schönlinder Burgbach und am nördlichen Ortsrand der Rosenbach. Nördlich erstreckt sich das etwa 334,9 ha große Naturschutzgebiet Großer Weidenteich.
Kloschwitz liegt im Westen des Vogtlandkreises und im sächsischen Teil des historischen Vogtlands. Geografisch liegt der Ort im Zentrum des Naturraums Vogtland (Mittelvogtländisches Kuppenland).
Der Ort ist mit den vertakteten RufBus-Linien 47 und 48 des Verkehrsverbunds Vogtland an Weischlitz, Reuth und Plauen angebunden.

### Nachbarorte
|            | Rößnitz                                     | Kobitzschwalde |
| Tobertitz  | Kompassrose, die auf Nachbargemeinden zeigt | Straßberg      |
| Rodersdorf | Kröstau                                     |                |

## Geschichte

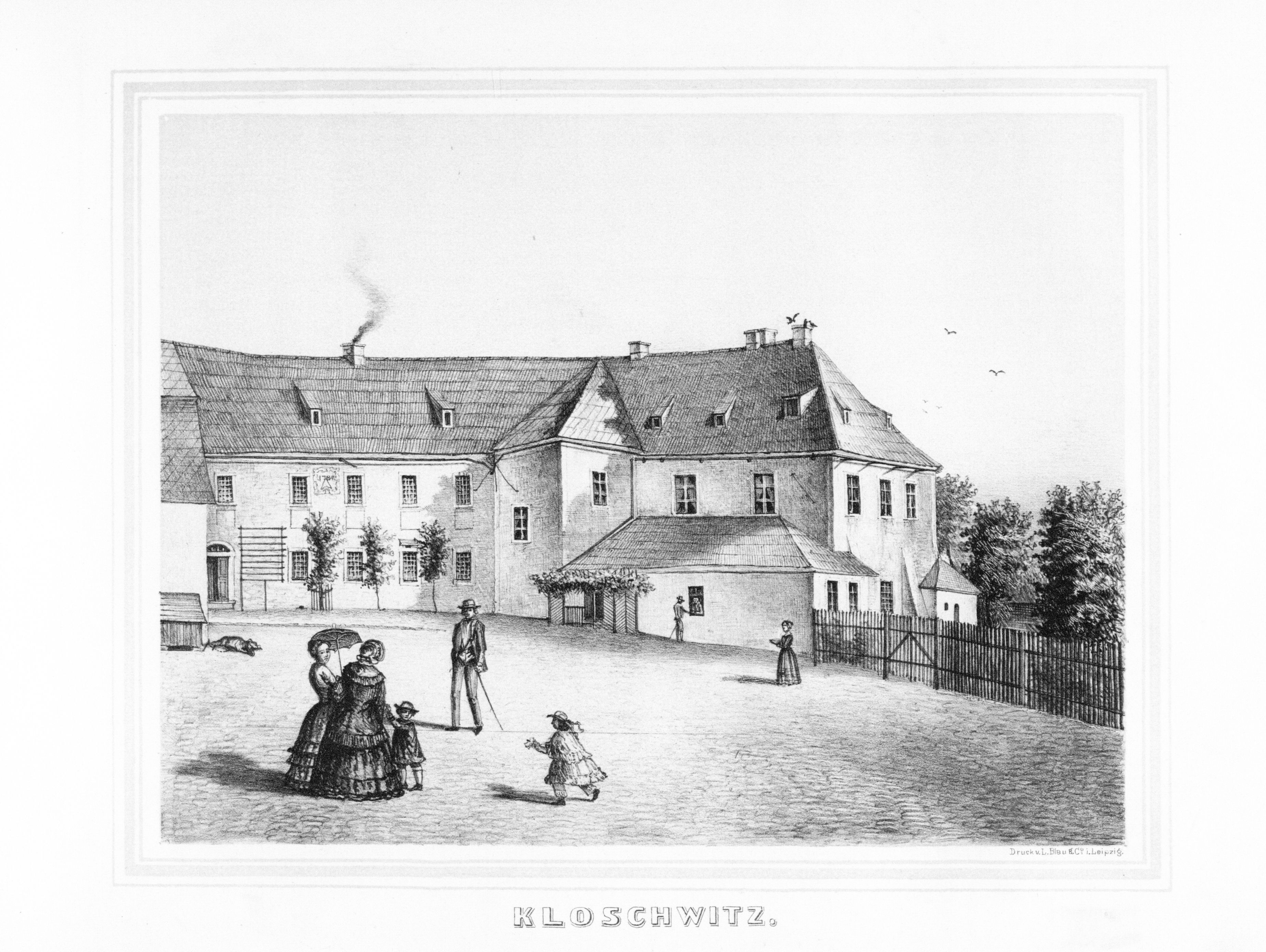
Kloschwitz aus: Album der Rittergüter und Schlösser im Königreiche Sachsen Voigtländischer Kreis Abschnitt: V

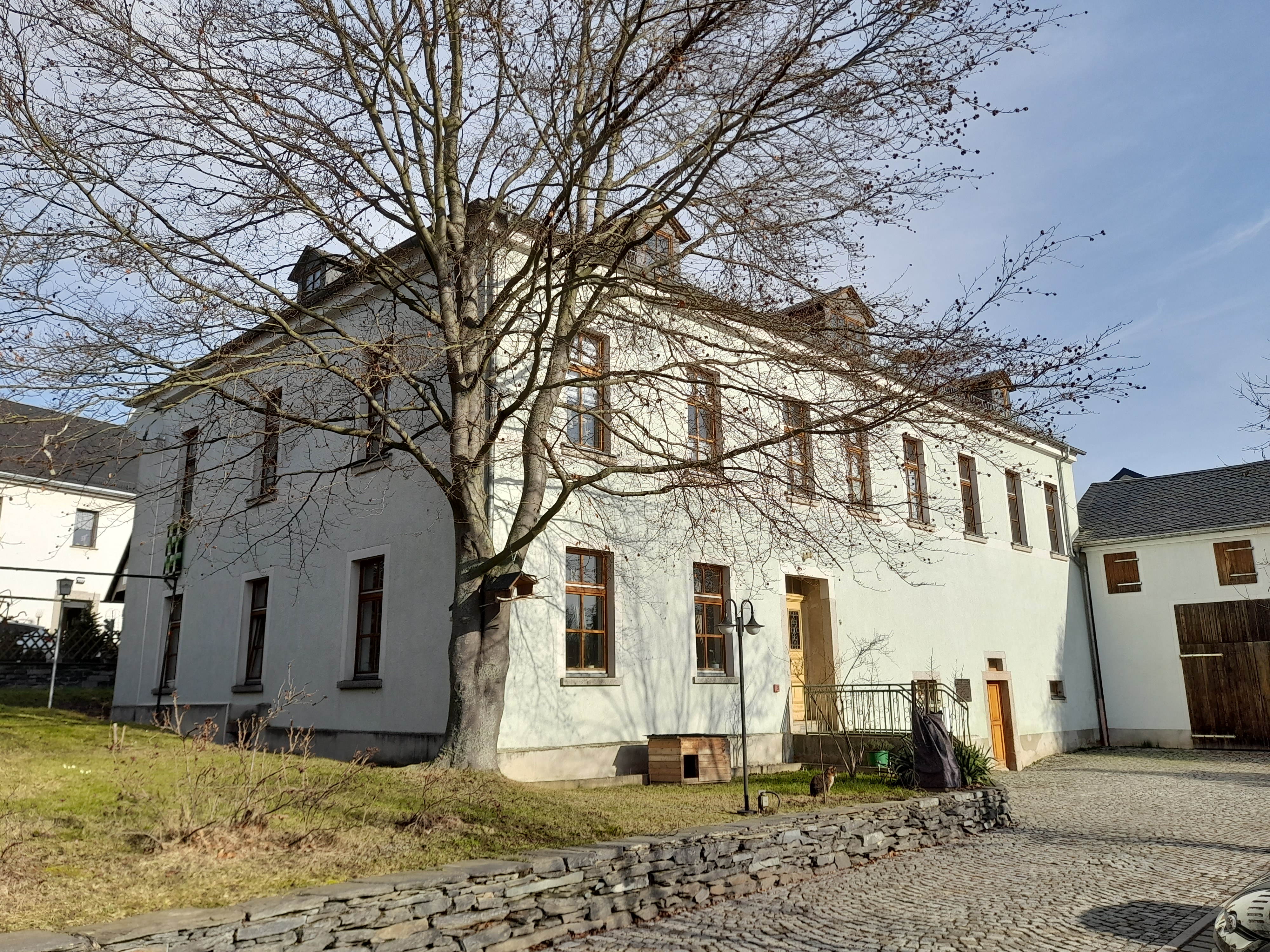
Pfarrhaus Kloschwitz, hier befand sich das Grundmannsche Institut

Kloschwitz wurde vermutlich im 8. Jahrhundert besiedelt, aber erstmals urkundlich erst im Jahr 1264 als Closwicz erwähnt. Der Ortsname ist slawischen Ursprungs und bedeutet Ährenort. Mit Nicolaus von Closewitz wurde im Jahr 1317 ein Herrensitz in Kloschwitz erwähnt. Bei diesem handelte es sich um eine Burganlage. Die Kirche des Orts stammt aus dem 13. Jahrhundert. Bezüglich der Grundherrschaft gehörte Kloschwitz bis ins 19. Jahrhundert anteilig zu den Rittergütern Rößnitz, Leubnitz und Kloschwitz und als Amtsdorf zum Amt Plauen. Das Rittergut Kloschwitz besaßen nach den Herren von Closewitz die Grafen von Eberstein. Nach der Reformation war die Familie von Reibold und ab 1725 die Familie von Beulwitz Besitzer des Ritterguts Kloschwitz. Ihnen folgte von 1785 bis 1818 eine Frau von Naundorff und um 1840 ein Herr Koder. Anschließend besaß es um 1860 eine Familie Hager und ab 1925 Fritz Poetzsch. Das Rittergut Kloschwitz wurde nach dem im Jahr 1930 erfolgten Erwerb durch die Sächsische Bauernsiedlung im Jahr 1937 aufgeteilt. Das restliche Gut erwarb die Familie Männel, die es bis heute besitzt.
Im 19. Jahrhundert existierte in Kloschwitz mit dem Grundmannschen Institut eine Knabenschule, in welcher in 30 Jahren 398 Schüler auf den weiteren Bildungsweg vorbereitet wurden. Ihr Leiter, Karl Friedrich Grundmann, wurde am 11. Mai 1793 in Plauen geboren. Der Sohn armer Webersleute konnte mit Hilfe von Gönnern am Plauener Lyzeum lernen und anschließend in Leipzig Theologie studieren. Nachdem er im Jahr 1818 die Kloschwitzer Pfarrstelle übernommen hatte, gründete er im gleichen Jahr das Grundmannsche Institut in den Pfarrgebäuden von Kloschwitz. In diesem Progymnasium, welches einen sehr guten Ruf besaß, wurden die Jungen bis zur Unterterita bzw. Obertertia in Deutsch, Latein, Griechisch, Französisch und Sport unterrichtet. Der Schülerbestand betrug zunächst 2 bis 3, später waren es durchschnittlich 10 bis 12 Schüler, welche für den Unterricht samt Unterbringung im Internat und Verpflegung 120 Taler zahlten. Die Schüler kamen u. a. aus deutschen Adelsfamilien wie die von Beulwitz, von Feilitzsch und von Tümpling, aber auch aus dem Ausland, z. B. aus Olmütz, London oder Birmingham. Da die Grundmannsche Anstalt wuchs, mussten bald neue Gebäude errichtet werden. Außerdem wurde der Gasthof zu Lehrerwohnungen, Schulräumen und einem großen Betsaal umgewandelt. Insgesamt unterrichteten in dem Institut 29 Lehrer, dazu kamen die Kirchschullehrer der Umgebung. Nachdem Pfarrer Grundmann am 17. Dezember 1850 starb, wurde zu Ostern 1851 die Ausbildung an dem berühmten Knabeninstitut eingestellt. Die Gebäude wurden teilweise beim Dorfbrand im Jahr 1877 zerstört. Vor der Alten Pfarr erinnert heute eine Tafel an Karl Friedrich Grundmann. Eine Ausstellung über das Grundmannsche Institut befindet sich im Gemeindesaal des Pfarrgebäudes.
Kloschwitz gehörte bis 1856 zum kursächsischen bzw. königlich-sächsischen Amt Plauen. 1856 wurde der Ort dem Gerichtsamt Plauen und 1875 der Amtshauptmannschaft Plauen angegliedert. Durch die zweite Kreisreform in der DDR kam die Gemeinde Kloschwitz im Jahr 1952 zum Kreis Plauen-Land im Bezirk Chemnitz (1953 in Bezirk Karl-Marx-Stadt umbenannt), der ab 1990 als sächsischer Landkreis Plauen fortgeführt wurde und 1996 im Vogtlandkreis aufging. Am 1. Januar 1999 wurde Kloschwitz nach Weischlitz eingemeindet.

## Kulturdenkmale und Sehenswürdigkeiten

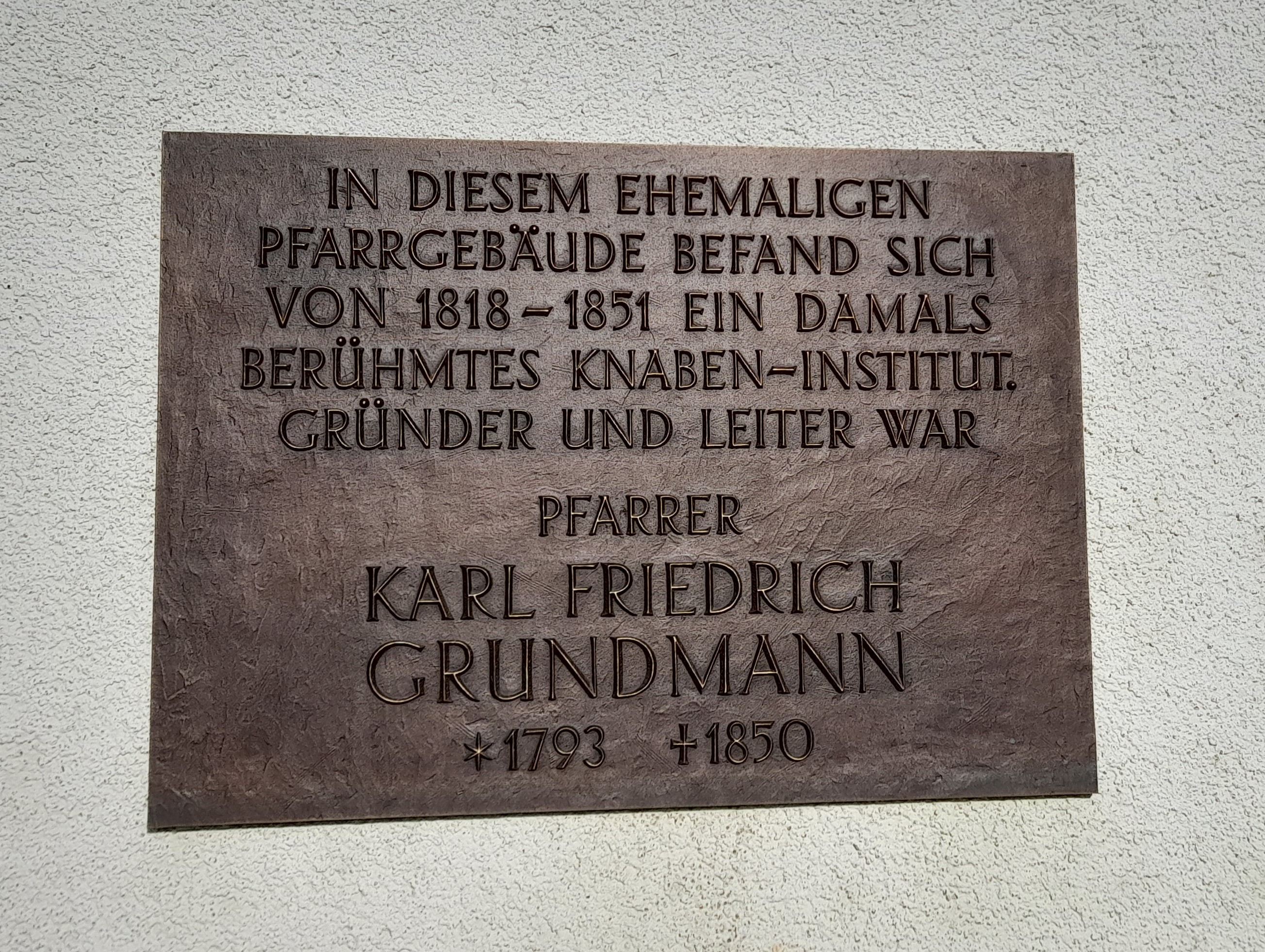
Pfarrhaus Kloschwitz (Weischlitz), Gedenktafel Grundmannsches Institut

- In der Liste der Kulturdenkmale in Weischlitz sind für Kloschwitz vier Kulturdenkmale aufgeführt.
- Ausstellung über das Grundmannsche Institut im Pfarrhaus von Kloschwitz